# Zanja del Bote
Zanja del Bote är en ort i Mexiko.   Den ligger i kommunen Álamo Temapache och delstaten Veracruz, i den sydöstra delen av landet, 220 km nordost om huvudstaden Mexico City. Zanja del Bote ligger 34 meter över havet och antalet invånare är 469.
Terrängen runt Zanja del Bote är huvudsakligen platt, men österut är den kuperad. Runt Zanja del Bote är det ganska tätbefolkat, med 65 invånare per kvadratkilometer. Närmaste större samhälle är Álamo, 8,1 km nordväst om Zanja del Bote. Trakten runt Zanja del Bote består till största delen av jordbruksmark.